# 藍瓶僧帽水母
藍瓶僧帽水母（學名：Physalia utriculus）是一種分佈在印度洋及太平洋的管水母。它們的氣鰾令它們可以浮在水面上，讓水流、潮汐及其上的帆推動它們。它們有一條長的觸鬚，觸鬚上有有毒的刺細胞及沉在水中，用來捕捉獵物。
藍瓶僧帽水母比僧帽水母較為細小，而且只有單一條觸鬚。

## 分佈
藍瓶僧帽水母的分佈地比僧帽水母小，但卻是澳洲海岸最為普遍的。它們也出沒於夏威夷海域。

## 危害
藍瓶僧帽水母有時會被沖到沙灘，但其刺細胞在濕潤的情況下可以維持幾星期的毒性。在澳洲每年就有達3萬宗被藍瓶僧帽水母刺中的個案。大部份個案都是發生在東岸，只有約500宗是在西岸或南岸。不過藍瓶僧帽水母並沒有造成死亡事故。

## 生物學
藍瓶僧帽水母其實是一個水螅體及水母體的群落。